# Elisabeth Ganslandt
Anna Elisabeth Ganslandt, geb. Hasse (auch: Haße) (* 21. Mai 1856 in Weißenfels; † 9. Dezember 1945 in Einbeck) war eine deutsche Frauenrechtlerin und 1919 eine der sechs ersten in die 72 Mitglieder umfassende Stadtverordnetenversammlung von Kassel gewählten Frauen.

## Familie
Ihre Eltern waren Friedrich Ernst Hasse und dessen Ehefrau Ana von Reinhard. Ihr Ehemann war der aus einer angesehenen Lübecker Kaufmannsfamilie stammende Wilhelm (Willi) Karl August Ganslandt (25. August 1844 in Rinteln – 24. Juni 1895 in Bad Ems), international tätiger Kaufmann und zeitweise deutscher Konsul in Aden. Er hatte in erster Ehe in Kassel 1880 Aennie Hasse (* 1860) geheiratet, die bereits drei Monate nach der Eheschließung am 11. Dezember 1880 in Aden verstarb. Danach heiratete er am 30. Mai 1883 in Kassel deren ältere Schwester Elisabeth, mit der er nach London zog, wo er als Kaufmann tätig war. Dieser Ehe entstammten die drei in London geborenen Kinder Aennie Marie Emma Maud Ganslandt (* 1884), Walter Ernst Ganslandt (* 1886; † 1914 im Internierungslager in Sebdou, Algerien) und Herbert Ganslandt (* 1888; † 1949 in Bielefeld). 1898 zog die Familie nach Kassel.

## Wirken
Elisabeth Ganslandt engagiertete sich dort in verschiedenen karitativen Einrichtungen. Sie war lange Zeit Vorsitzende der örtlichen Milchküche und der Krankenküche sowie Kasseler Sektionsvorsitzende des Vaterländischen Frauenvereins („Deutscher Frauenverein zur Pflege und Hilfe für Verwundete im Kriege“), der sich schwerpunktmäßig in der Wohlfahrts- und Krankenpflege betätigte und in Kassel insbesondere die Einrichtung des Rote-Kreuz-Krankenhauses in Wehlheiden im Jahre 1875 und der 1900 eröffneten Lungenheilstätte in Oberkaufungen initiierte. Während der Kriegsjahre 1914–1918 versorgte der Kasseler Verein zahlreiche Kriegsverwundete, was Elisabeth Ganslandt auch wegen des Schicksals ihrer beiden Söhne besonders am Herzen lag: Walter, Referendar am deutschen Generalkonsulat in Tanger (Marokko), verstarb am 3. Oktober 1914 in einem französischen Internierungslager in Algerien, und Herbert, der seinen Bruder kurz vor Kriegsausbruch in Tanger besucht hatte, war vom 10. Oktober 1914 bis zu seiner Entlassung am 20. Oktober 1919 in verschiedenen Lagern in Frankreich interniert.
Ganslandt war auch im 1899 in Kassel gegründeten Deutsch-Evangelischen Frauenbund (D.E.F.B.) aktiv, der sich für den gleichberechtigten Zugang zu Bildung und Beruf für Mädchen und Frauen einsetzte und bereits 1902 ein Heim für gewerbliche Arbeiterinnen, das Marienheim, in Kassel einrichtete und auf dessen Initiative 1909 ein Kinderheim eröffnet wurde, das innerhalb weniger Jahre zum Kinderkrankenhaus Park Schönfeld erweitert wurde.
Ganslandt, inzwischen in Kassel wohl bekannt, war eine der ersten sechs Frauen, die im Jahre 1919, nachdem das aktive und passive Frauenwahlrecht am 12. November 1918 in Deutschland eingeführt worden war, in die Kasseler Stadtverordnetenversammlung gewählt wurden. Die Deutsche Demokratische Partei (DDP) stellte deren drei: Johanna Wäscher, Julie von Kästner und Elisabeth Ganslandt. Für die SPD zogen Minna Bernst und Amalie Wündisch ins Stadtparlament ein, für die Deutschnationale Volkspartei (DNVP) Elisabeth Consbruch. Eine Legislaturperiode gestaltete Ganslandt die Kasseler Kommunalpolitik als Abgeordnete mit.